# Oberkotzau
Oberkotzau is een plaats, een zgn. Marktgemeinde of Markt (vlek) in de Duitse deelstaat Beieren, en maakt deel uit van de Landkreis Hof.
Oberkotzau telt 5.337 inwoners.

## Geografie

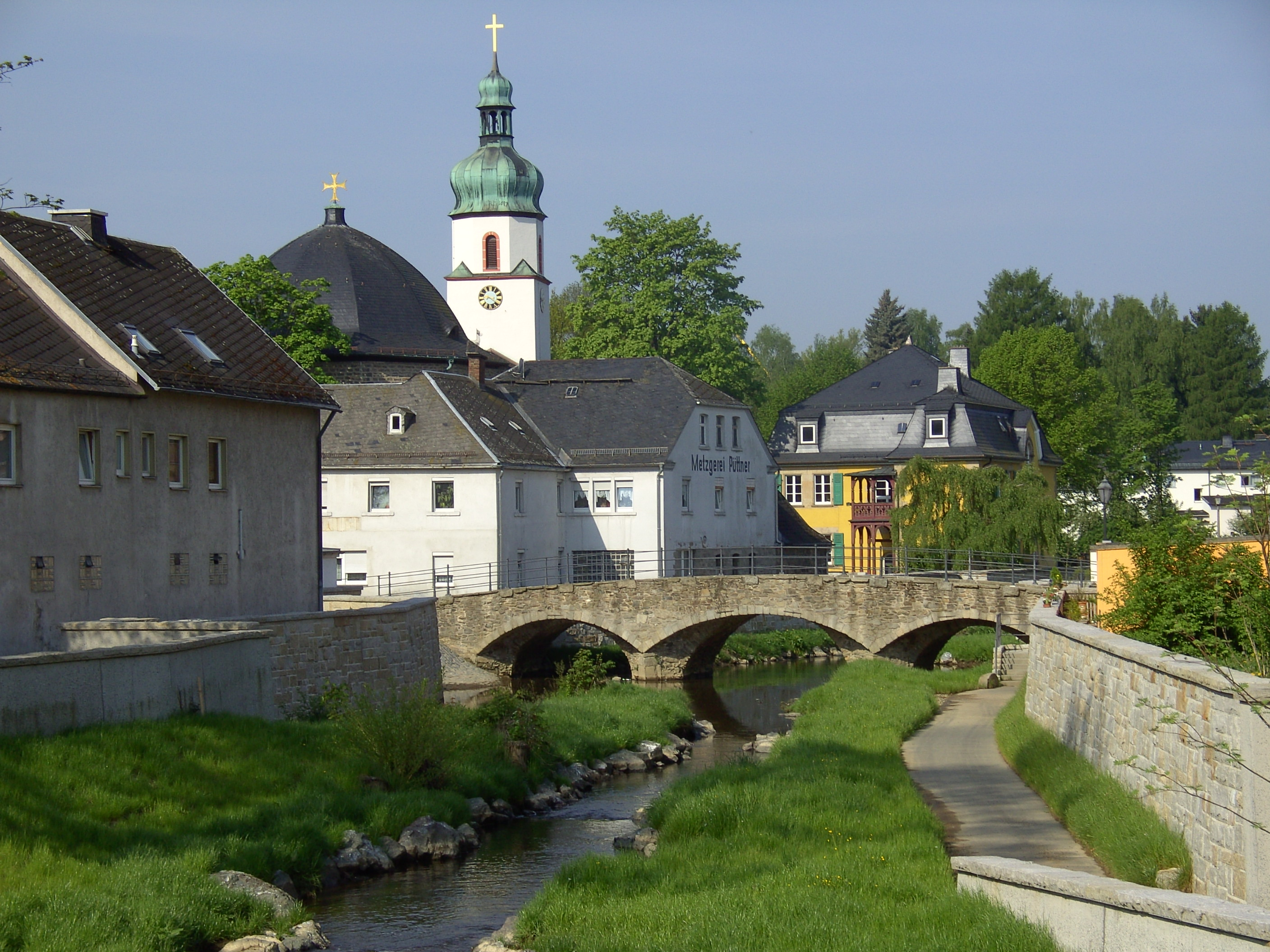
Monding van de Schwesnitz in de Saale te Oberkotzau

De gemeente Oberkotzau ligt 5 km ten zuidoosten van de stad Hof en ten noordwesten van de grensplaats Rehau aan de grens met Tsjechië.
Oberkotzau wordt van zuid naar noord doorsneden door de rivier de Saale. De beek Schwesnitz mondt er vanuit het oosten in de Saale uit.

### Delen van de gemeente
De Markt Oberkotzau bestaat uit de volgende 8 Gemeindeteile:
- Oberkotzau (Markt en hoofdplaats)
- Fattigau, een dorp  3 km ten zuiden van Oberkotzau
- Autengrün, een zeer klein dorp 4 km ten westen van Oberkotzau
- De gehuchten Haideck, Pfaffengrün en Wustuben
- De Einöden[2] Herrenlohe en Lerchenberg.

### Buurgemeentes
- De stad Hof, in het noorden
- Döhlau, in het noordoosten
- Rehau in het oosten
- Konradsreuth in het westen
- Schwarzenbach an der Saale in het zuiden.

## Infrastructuur

### Wegverkeer
Aan de zuidkant van Hof is een knooppunt van de Bundesstraßen B2 en B15. Via de B15 kan men via het industrieterrein zuidwaarts naar Oberkotzau rijden. Ongeveer 12 km ten oosten van genoemd knooppunt sluit de B15 op afrit 4 aan op de Autobahn A93. Afrit 34 van de Autobahn A9 bij Leupoldsgrün is 9 km ten westen van de stad Hof gelegen.

### Trein en bus

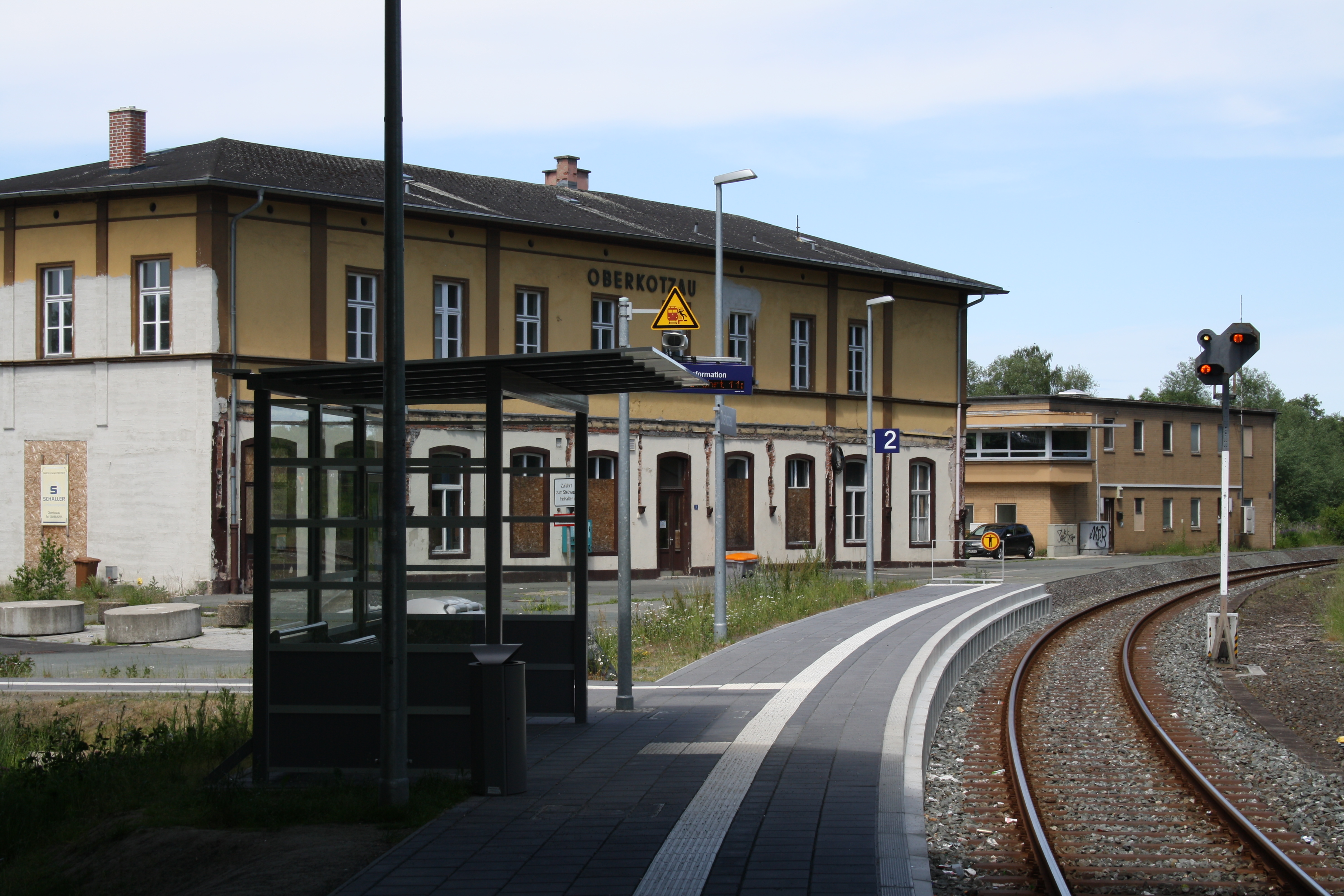
Voormalig stationsgebouw
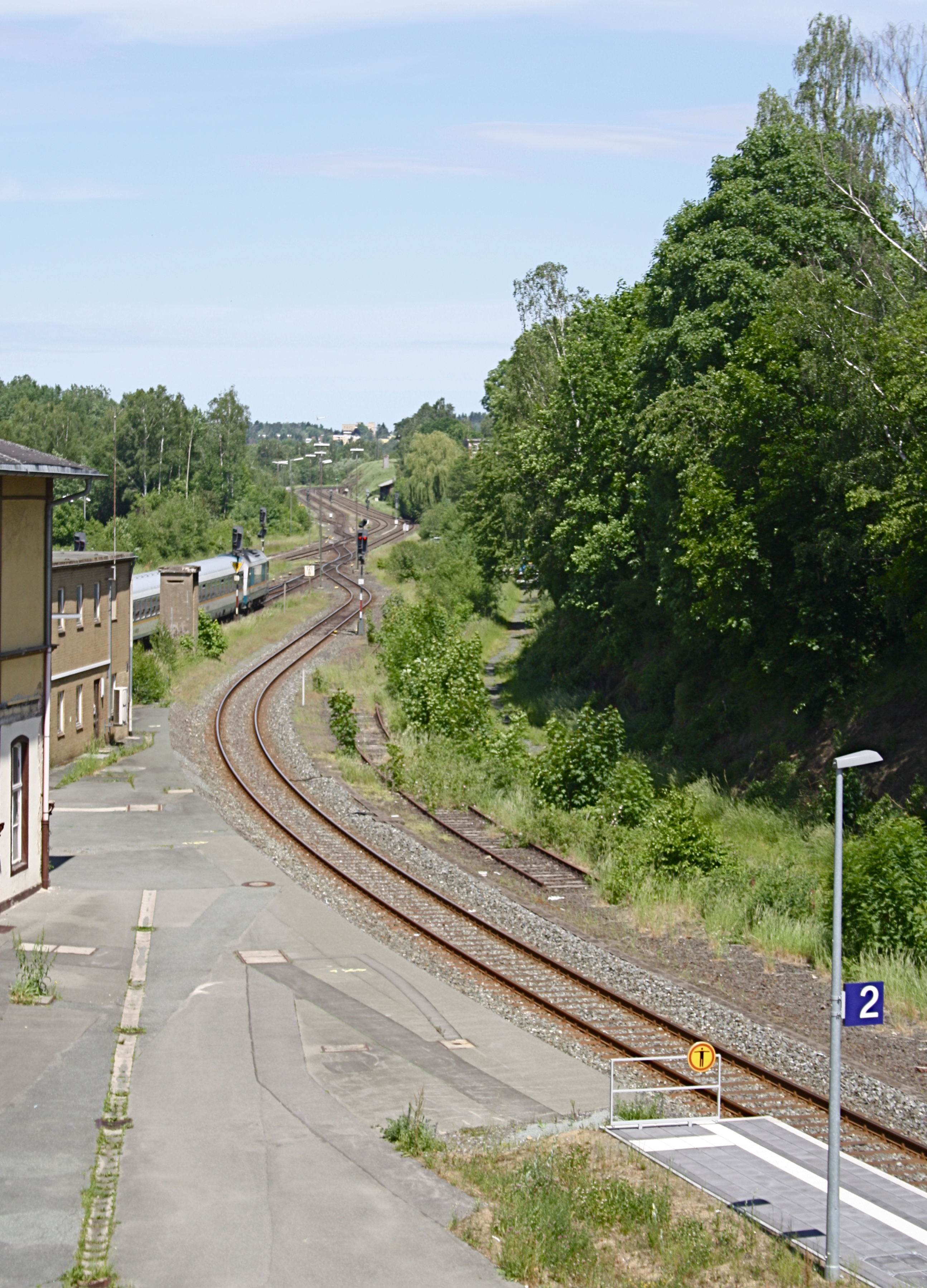
Station

De gemeente heeft een belangrijk station, Station Oberkotzau, met goederenemplacement.
- Het is begin- en eindpunt van een spoorlijn via Schönwald (Beieren), Rehau, Plößberg (gemeente Selb), en Aš naar Cheb in Tsjechië.
- Het is ook begin- en eindpunt van een 87 km lang spoorlijntje zuidwaarts via Wunsiedel en Marktredwitz naar Weiden in der Oberpfalz.
- Ook ligt het 5½ km van het eindpunt Station Hof aan de spoorlijn Bamberg - Hof.

Het ietwat vervallen, op de monumentenlijst staande, voormalige stationsgebouw  werd in 2021 aangekocht door een charitatieve instelling, die er culturele activiteiten wil gaan ontplooien. Eind 2022 was daar nog niet genoeg geld voor ingezameld.
Op dinsdag- en vrijdagochtend rijdt ten gerieve van ouderen en licht gehandicapten een BürgerBus (buurtbus) door het stadje. Afgezien van een lijnbus naar Hof v.v. is ander busvervoer te verwaarlozen.

## Economie
In Oberkotzau zijn twee verschillende fabrieken van het internationale  concern Gealan gevestigd. In deze ondernemingen worden kunststof kozijnen en aanverwante bouwmaterialen en onderdelen geproduceerd en verhandeld. Deze bedrijven bevinden zich, samen met talrijke andere bedrijven van lokaal en regionaal midden- en kleinbedrijf op een langgerekt industrieterrein. Dit is ten noorden van Oberkotzau gelegen en loopt langs de spoorlijn tot aan de stad Hof.
Vanwege het natuurschoon en enkele bezienswaardigheden in stad en omgeving kent Oberkotzau enig toerisme.

## Geschiedenis

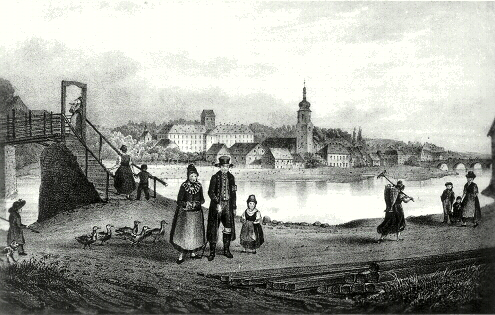
Prent van Oberkotzau, plm. 1847

In de middeleeuwen was Kotzau een rijksleen van de Duitse keizers, en dus rijksonmiddelbaar. De plaats werd gedomineerd door het kasteel van de hier heersende ridders en baronnen Von Kotzau en beschikte over een vrijplaats, waarbinnen van misdaden beschuldigde mensen in vrijheid hun vonnis konden afwachten. Het was een kleine enclave te midden van het Vogtland. In de 17e eeuw kwam het aan het Vorstendom Bayreuth. Een late tak van het geslacht Von Kotzau, die de taak van ministeriaal uitoefende, woonde nog tot in de 19e eeuw in het kasteel van het stadje, en liet het na de grote stadsbrand van 1852 herbouwen.
In 1430 liep Oberkotzau zware schade op tijdens de Hussietenoorlogen. Onder andere de Jacobuskerk brandde af en moest herbouwd worden. Zoals de gehele regio, werd Oberkotzau na de Reformatie reeds in de jaren 1530 evangelisch-luthers. Tot op de huidige dag is de meerderheid van de christenen in Oberkotzau deze gezindte toegedaan. 
In 1846 en 1848 verkreeg Oberkotzau aansluiting op het spoorwegnet. Er vestigden zich kleine en middelgrote bedrijven in de branches textielindustrie, productie van porselein, productie van jam en (tot in de 21e eeuw) wegtransport.

## Bezienswaardigheden
- Het park Fernweh-Park is een particulier initiatief en bestaat uit een terrein met vele honderden straat- en plaatsnaamborden uit meer dan de helft van alle landen ter wereld. Het is mede opgezet om wederzijds begrip en wederzijdse verzoening tussen de volkeren tot stand te brengen. Regelmatig wordt het bezocht door internationaal befaamde zangers, musici, filmsterren, schrijvers en anderen. Dezen krijgen er dan een stervormige plaquette met hun naam erop; dit idee is afgekeken van de Walk of Fame te Hollywood in de Verenigde Staten.  Het Fernweh-Park is in 2018 van de stad Hof, waar het een woningbouwproject in de weg stond, naar Oberkotzau verhuisd. Beroemdheden, die het Fernweh-Park bezochten, waren o.a. de Dalai Lama, oud-minister Hans-Dietrich Genscher, de zanger Peter Maffay en in 2009 de Nederlandse illusionist Hans Klok.
- Aangrenzend aan het Fernweh-Park ligt aan de Schwesnitz het stadspark Summa-Park,  met parkeerterrein voor campers.
- De evangelisch-lutherse Jacobuskerk te Oberkotzau met kerktoren uit 1689 en in het interieur een altaarstuk uit 1692
- De rooms-katholieke St. Antoniuskerk (1967) is zowel van buiten als van binnen markant
- De kleine Christuskirche, een voormalige rouwkapel op de begraafplaats, dateert uit 1741.
- De recreatieplas Untreu-See is een in 1979 ontstaan, 60 hectare groot stuwmeertje, dat ten noordwesten van Oberkotzau, op de gemeentegrens met Hof ligt. Ter plaatse zijn talrijke mogelijkheden voor strandvermaak en watersport. Aan de oever liggen twee horecagelegenheden, een snackbar en een Biergarten. De Untreu-See is ook de belangrijkste recreatiegelegenheid voor de inwoners van de stad Hof.
- Oberkotzau werkt mee aan, en is startpunt van enkele toeristische wandel- en fietsroutes, waarover via de website van de gemeente meer informatie kan worden gedownload. Eén van de wandelroutes is aan de vroeg 19e-eeuwse schrijver Jean Paul gewijd, die in het naburige Hof zijn jeugd doorbracht.
- Het massieve kasteel van het stadje werd na een verwoestende brand in 1852 herbouwd. Het is voor de helft als diaconale zorginstelling (psychiatrisch ziekenhuis) in gebruik, de andere helft heeft een woonbestemming. Het kasteel kan niet bezichtigd worden.
- De heuvels ten zuiden van Oberkotzau zijn geologisch interessant, omdat het zeldzame mineraal eclogiet er voorkomt. Ten westen van Fattigau kunnen liefhebbers van de geologie  in een voormalige steengroeve een kleine ontsluiting bezichtigen.

## Afbeeldingen

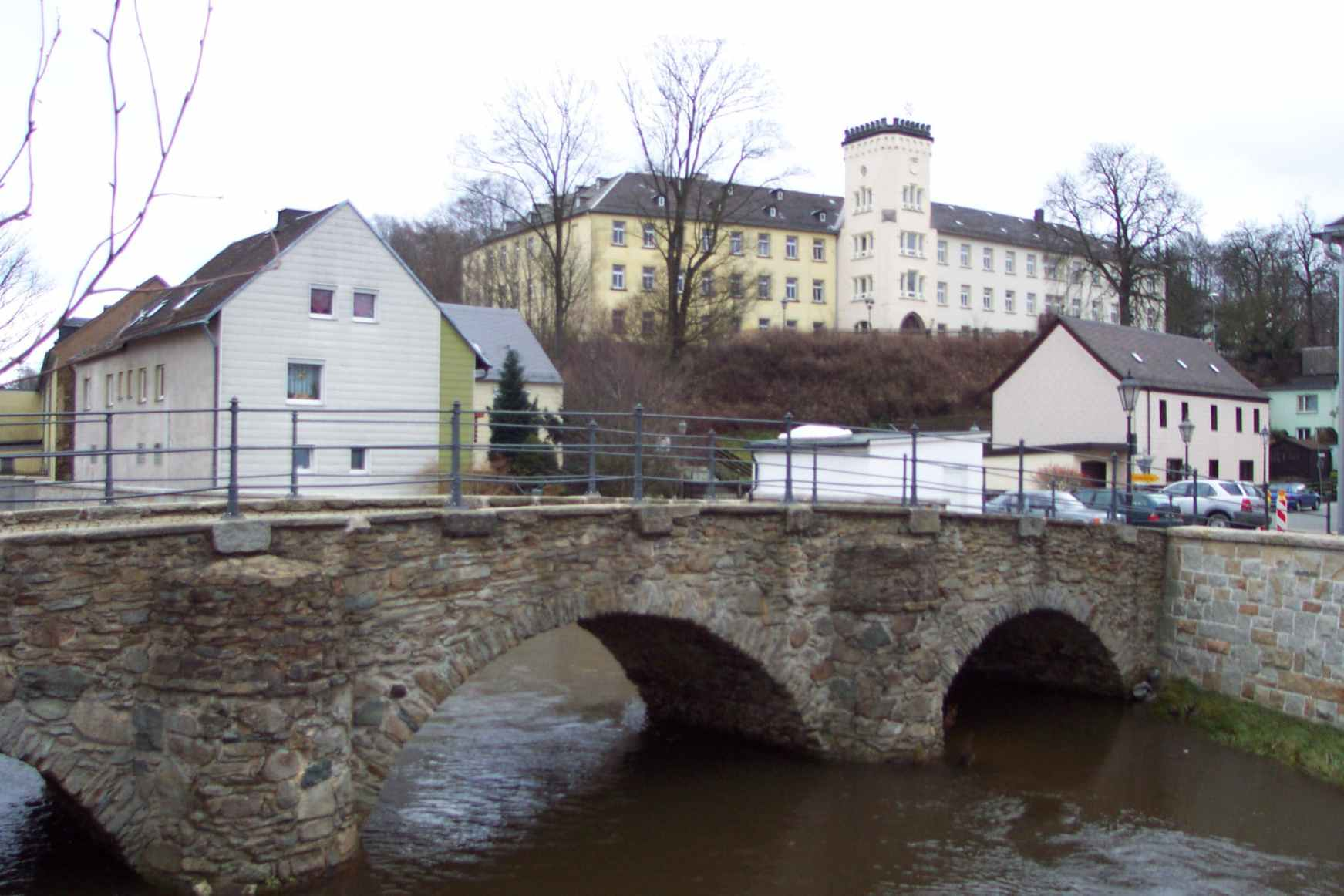
Pfeifersbrücke; op de achtergrond kasteel Oberkotzau
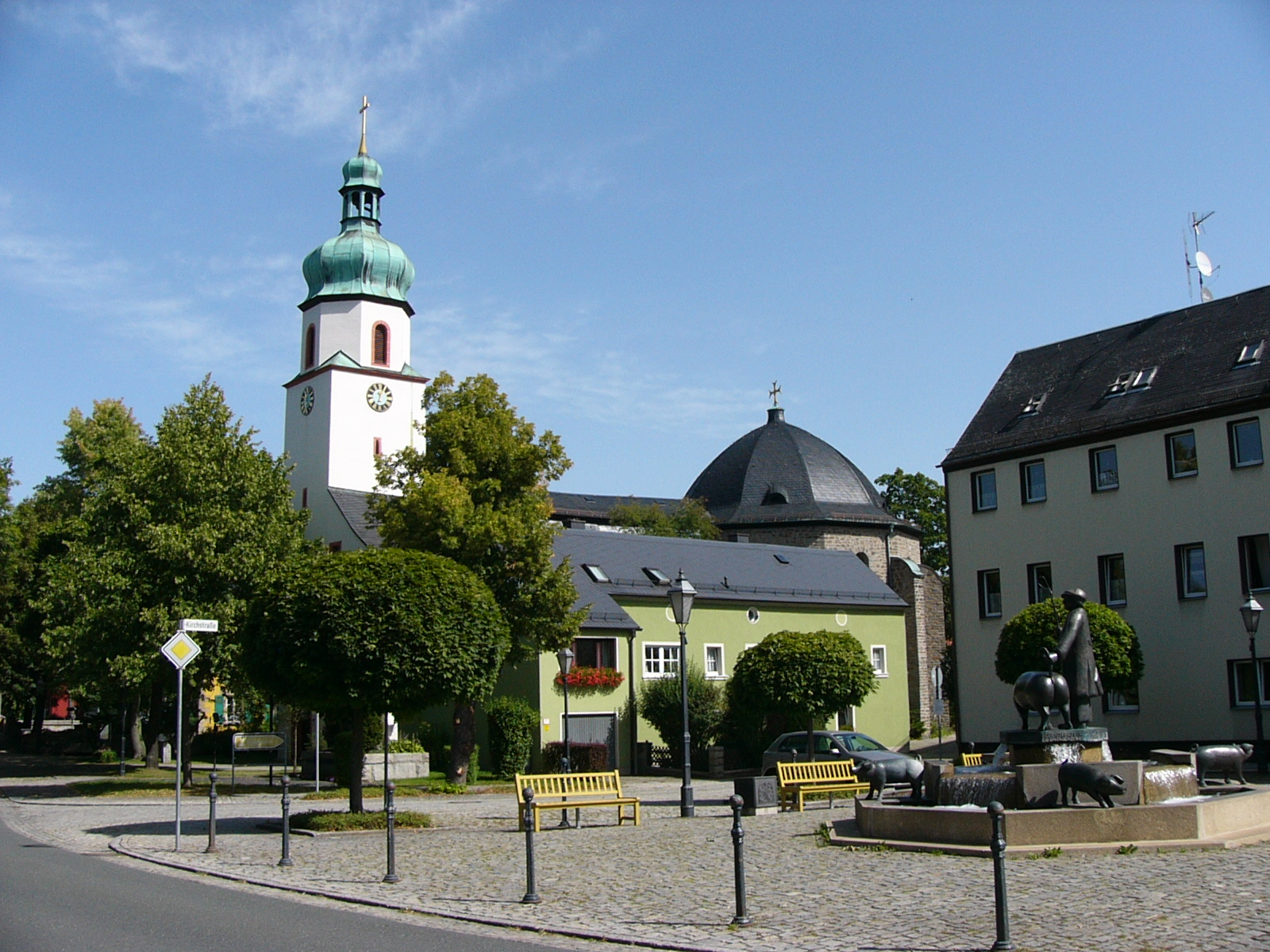
De stadsfontein Saubrunnen; op de achtergrond de evang.-lutherse St. Jacobuskerk
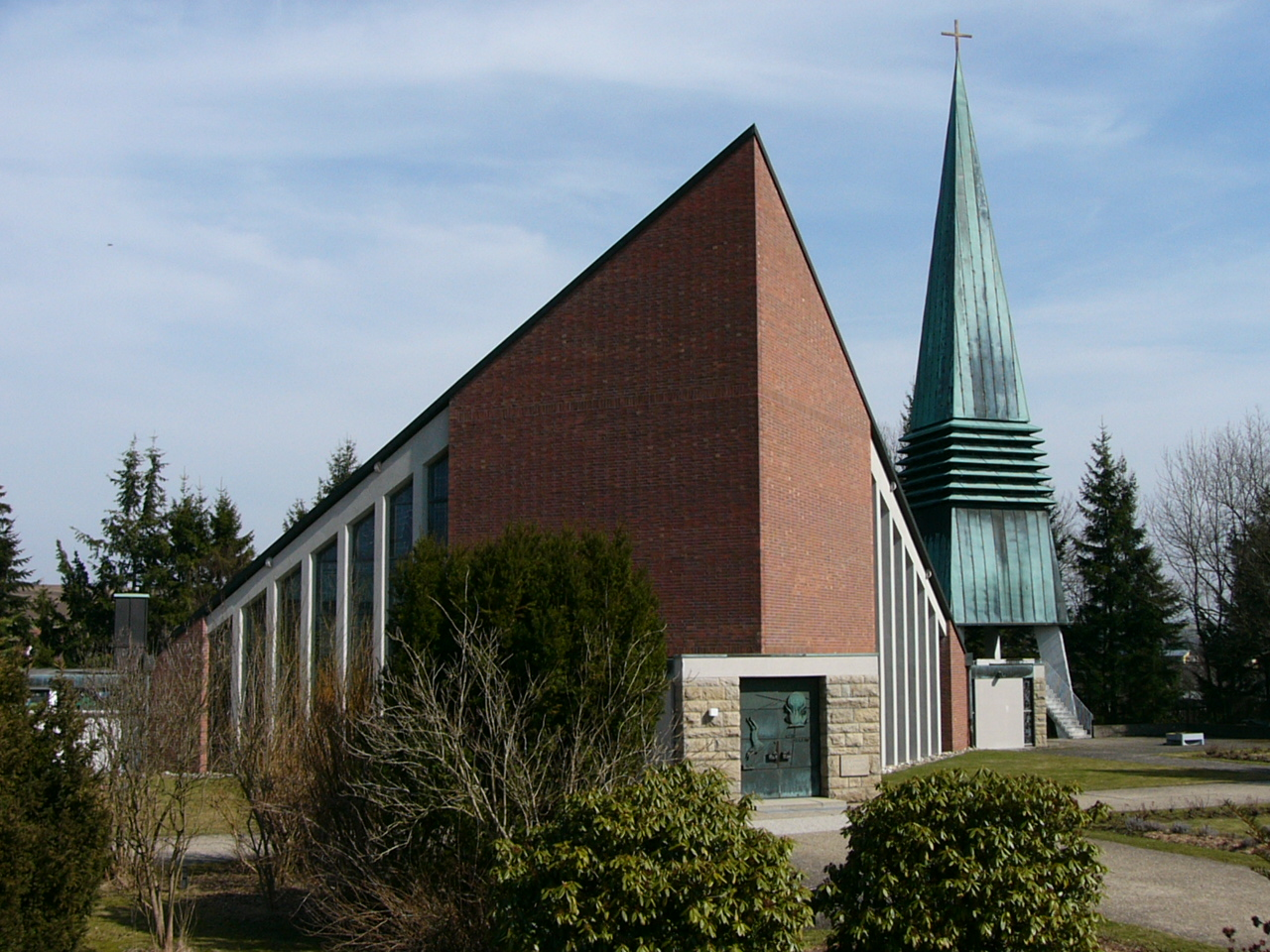
De R.K. St. Antoniuskerk (1967)
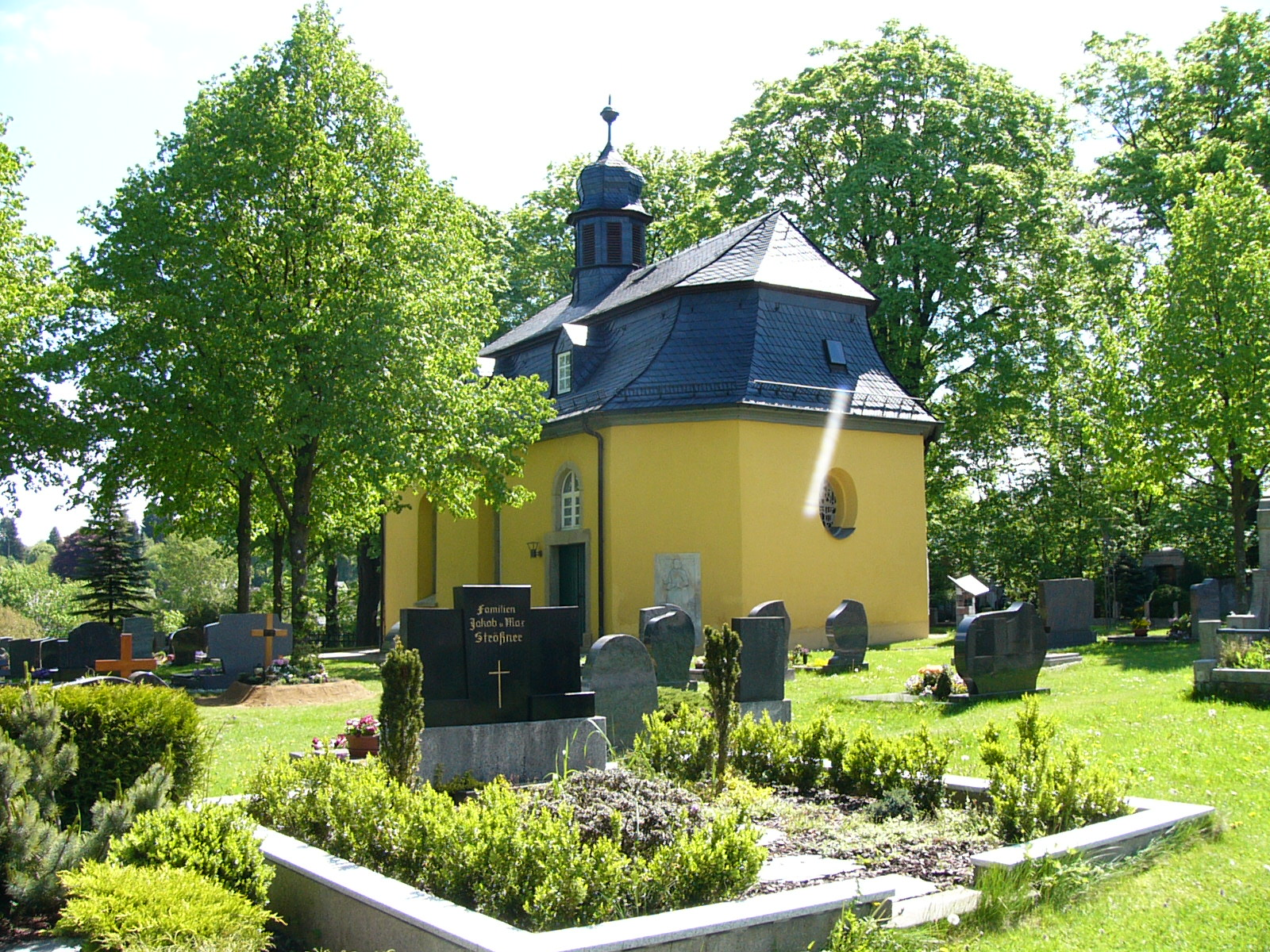
Christuskirche (voormalige rouwkapel op het kerkhof)
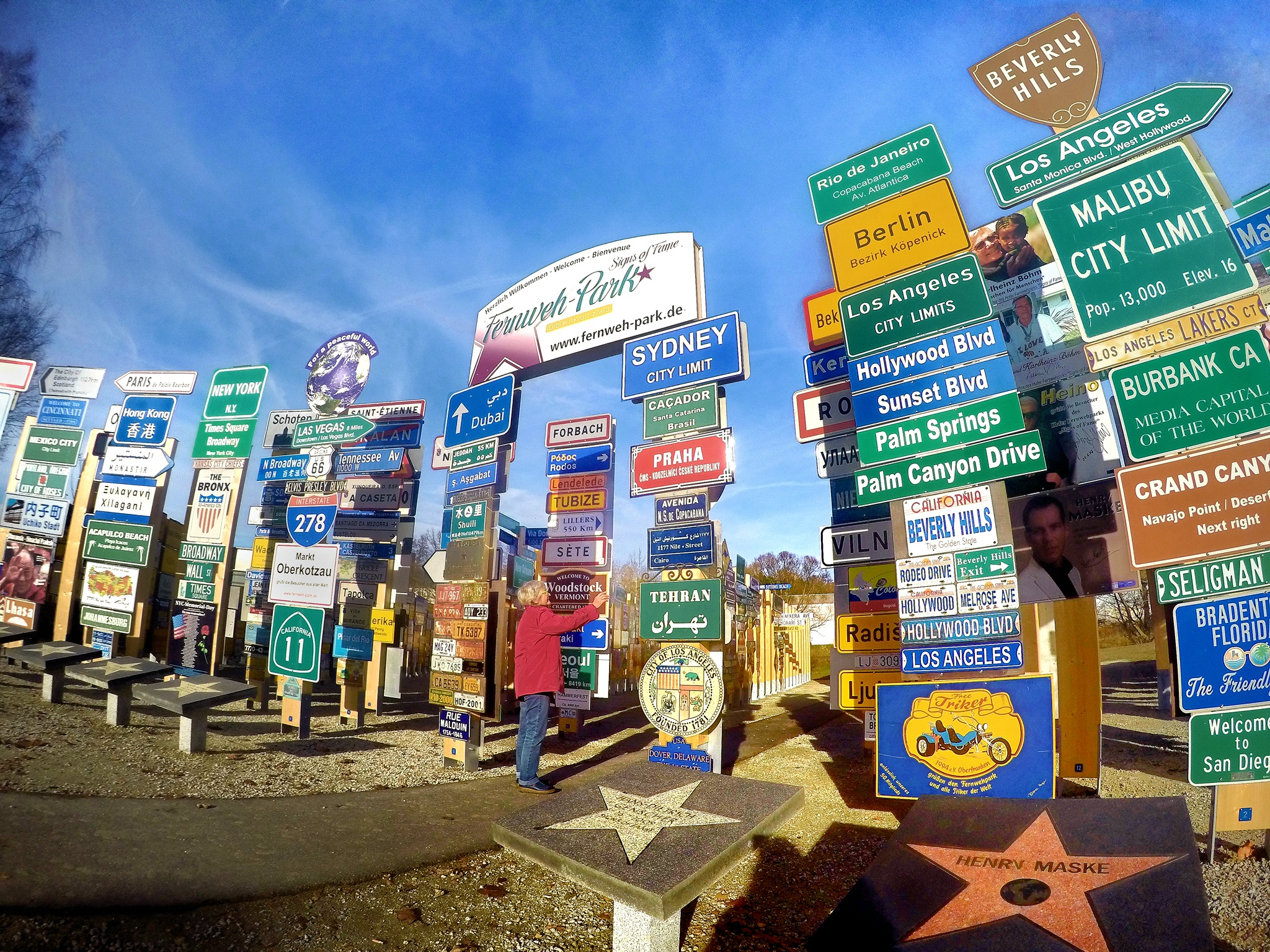
Het Fernwehpark
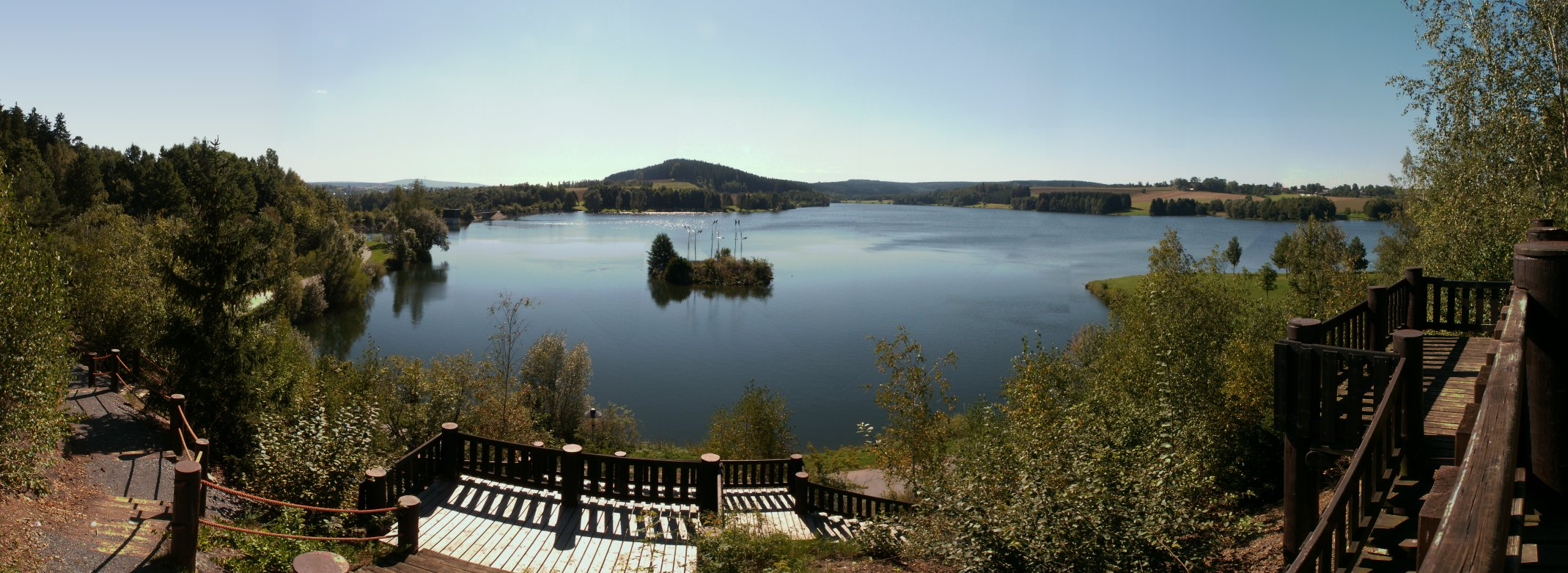
De Untreusee